# Jean-Jacob Bicep
Pour les articles homonymes, voir Bicep.
Jean-Jacob Bicep, né le 23 juin 1965 à Sainte-Anne (Guadeloupe), est un homme politique, membre de l'Union populaire pour la libération de la Guadeloupe.

## Biographie
Géographe de formation, il vit toute son enfance au Moule avant d'effectuer des études de droit à l'université des Antilles et de la Guyane. Il a été délégué national aux Outre-mer chez EELV. Il a été également chargé des « déplacements, transports et voirie » au sein de la mairie du 20e. 
Durant la campagne présidentielle d'Eva Joly, il s'est occupé du programme d'EELV consacré aux régions et collectivités d'Outre-mer.
Conseiller d'arrondissement et adjoint au maire du 20e arrondissement de Paris, il devient député européen le 16 mai 2012, remplaçant Pascal Canfin entré au gouvernement. 
Non réinvesti par EELV pour les élections européennes de 2014 en Île-de-France, il annonce le 21 avril 2014 qu'il mènera la liste de Régions et peuples solidaires dans la circonscription Outre-Mer. Le 2 mai 2014, il doit abandonner son mandat européen qui revient de nouveau à Pascal Canfin, qui a quitté le gouvernement un mois plus tôt.
Le 4 décembre 2022 il est porté à la tête de l'Union Populaire pour la Libération de la Guadeloupe.

## Décorations
Il est nommé chevalier de la Légion d’honneur le 31 décembre 2015.